# Вілер (Іллінойс)
Вілер (англ. Wheeler) — селище (англ. village) в США, в окрузі Джеспер штату Іллінойс. Населення — 96 осіб (2020).

## Географія
Вілер розташований за координатами 39°2′35″ пн. ш. 88°19′8″ зх. д. / 39.04306° пн. ш. 88.31889° зх. д. (39.043042, -88.318765).  За даними Бюро перепису населення США в 2010 році селище мало площу 1,49 км², уся площа — суходіл.

## Демографія
Згідно з переписом 2010 року, у селищі мешкало 147 осіб у 53 домогосподарствах у складі 38 родин. Густота населення становила 99 осіб/км².  Було 65 помешкань (44/км²).
Расовий склад населення:
| - 99,3 % — білих |

До двох чи більше рас належало 0,0 %. Частка іспаномовних становила 0,7 % від усіх жителів.
За віковим діапазоном населення розподілялося таким чином: 29,9 % — особи молодші 18 років, 59,2 % — особи у віці 18—64 років, 10,9 % — особи у віці 65 років та старші. Медіана віку мешканця становила 29,7 року. На 100 осіб жіночої статі у селищі припадало 129,7 чоловіків;  на 100 жінок у віці від 18 років та старших — 123,9 чоловіків також старших 18 років.
Середній дохід на одне домашнє господарство  становив 41 518 доларів США (медіана — 39 583), а середній дохід на одну сім'ю — 40 691 долар (медіана — 35 938). За межею бідності перебувало 26,3 % осіб, у тому числі 36,0 % дітей у віці до 18 років та 22,2 % осіб у віці 65 років та старших.
Цивільне працевлаштоване населення становило 60 осіб. Основні галузі зайнятості: освіта, охорона здоров'я та соціальна допомога — 35,0 %, транспорт — 18,3 %, виробництво — 18,3 %.